# Cityblues
Cityblues is een muziekstroming die is ontstaan toen de zwarte slaven in Amerika naar de steden trokken. Officieel wordt deze stroming Kansas City blues genoemd.
De cityblues is de opvolger van de deltablues. De blues onderging een verandering toen (na de afschaffing van de slavernij) zwarten in fabrieken gingen werken. De cityblues was veel agressiever dan de blues van het platteland en had dan ook een protesterende zang. Zij had een 12-matig bluesschema (I - I - I - I | IV - IV - I - I | V - IV - I - V). Het instrumentarium had zich uitgebreid tot de gitaar, piano, bas, mondharmonica, een of meer blaasinstrumenten en drums. Toen men er bovendien op ging dansen, ontstond uit de blues de rhythm-and-blues, de opvolger van de cityblues. De originele blues – met haar 'donkere' en rustgevende klanken – behield echter gedurende de gehele twintigste eeuw haar populariteit. Na de cityblues ontstond ook de oude stijl jazz.